# Bölsberg
Bölsberg là một xã thuộc một ‘‘Verbandsgemeinde’’ - ở huyện Westerwald trong bang Rheinland-Pfalz, Đức. Xã Bölsberg có diện tích 1,46 km².
Xã này nằm ở Westerwald giữa Limburg và Siegen. Bölsberg là xã nhỏ nhất ở Verbandsgemeinde Bad Marienberg, một dạng xã tập thể chỉ có ở bang Rhineland-Palatinate. Thủ phủ đóng ở Bad Marienberg.
Khoảng năm 1300, Bölsberg được đề cập lần đầu trong tài liệu.